# SO-04J
ドコモ スマートフォン Xperia XZ Premium SO-04J（ドコモ スマートフォン エクスペリア エックスゼット プレミアム エスオーゼロヨンジェイ）は、ソニーモバイルコミュニケーションズによって開発された、NTTドコモの第4世代移動通信システム（PREMIUM 4G）・第3.9世代移動通信システム（Xi）・第3世代移動通信システム（FOMA）対応端末である。ドコモ スマートフォン（第2期）のひとつ。

## 概要
SO-03Hの後継機種で、XperiaのPremiumシリーズとしては二代目モデルであり4K HDRディスプレイやメモリ内蔵積層型Motion Eyeカメラなどを搭載している。またドコモ専売のPremiumシリーズはこの機種が最後のモデルである。キャッチコピーは「世界初 4K HDRディスプレイを搭載。持つ人を魅了する、プレミアムなXperia。」。なお本機をベースにしたSIMフリー仕様が後日発表され、一部のMVNO向けに販売開始した。
筐体デザインは先代に引き続き両面ガラスパネルを採用し、背面に鏡面仕上げ加工を施している。上下には質感の高い金属素材を、左右にはラウンドフォルムに湾曲されたフレームを使用し持ちやすさにも配慮している。また右の電源ボタンに指紋センサーを搭載し、Deepsea BlackとRossoは黒色でLuminous Chromeは銀色のアクセントになっている。
ディスプレイは先代と同じサイズである5.5インチの4Kトリルミナス液晶パネルで、新たにHDRに対応した。これにより従来機種よりも色が引き締まって見えるようになっている。また800ppi超える世界最高クラスの画面密度を誇っており、スマートフォンの中でも2020年時点で未だに記録は破られていない。
カメラはSO-03Jと同じくメモリ(DRAM)を内蔵した新開発の裏面照射積層型センサーを搭載しており、ソニーモバイルはこれを「Motion Eyeカメラシステム」と総称している。画素数は1920万画素と先代よりは減少したがピッチ辺りの面積が広くなった。このセンサーの最大の特徴は動きを検知すると4枚分の画像をメモリに撮影データとして蓄積し、シャッターを押す前に記録することで瞬間的に捉えることができた画像として記録される。またメモリを内蔵したことでスーパースローモーション動画撮影機能も利用でき、再生するときは再生スピードを落としてゆっくり再生される(但しスーパースロー中は音声まで記録されない。)。
パフォーマンス性能では QualcommのSnapdragon 835とシステムメモリ4GBを搭載し、高度の動作に対応、LTEの通信速度を788Mbpsまで高めている。

## 主な機能
| 主な対応サービス                                                             | 主な対応サービス                                      | 主な対応サービス                     | 主な対応サービス                                                  |
| ---------------------------------------------------------------------------- | ----------------------------------------------------- | ------------------------------------ | ----------------------------------------------------------------- |
| タッチパネル/加速度センサー                                                  | PREMIUM 4G/Xi/FOMAハイスピード/VoLTE(HD+対応)         | Bluetooth                            | dカード/おサイフケータイ/NFC/かざしてリンク/トルカ/おくだけ充電   |
| ワンセグ/フルセグ                                                            | メロディコール                                        | テザリング                           | WiFi IEEE802.11a/b/g/n/ac                                         |
| GPS                                                                          | ドコモメール/電話帳バックアップ                       | デコメール/デコメ絵文字/デコメアニメ | iチャネル                                                         |
| エリアメール/ソフトウェアーアップデート自動更新/生体認証 (指紋／虹彩)/スグ電 | デジタルオーディオプレーヤー(WMA・MP3他)/ハイレゾ音源 | GSM/3Gローミング(WORLD WING)         | フルブラウザ/Flash Player                                         |
| Google Play/dメニュー/dマーケット                                            | Gmail/Google Drive/YouTube/Google Photos              | バーコードリーダ/名刺リーダ          | ドコモ地図ナビ/ドコモ ドライブネット/Google Maps/ストリートビュー |

## 歴史
- 2017年2月27日（現地時間） - スペイン・バルセロナの携帯電話展示会「Mobile World Congress 2017」にてソニーモバイルコミュニケーションズよりグローバルモデル発表。この時点で日本国内での販売も予告されていた[6]。
- 2017年5月24日 - NTTドコモより公式発表。
- 2017年6月16日 - 発売開始。
- 2017年10月18日 - NTTドコモより新色のRossoを追加すると公式発表。
- 2017年10月27日 - 新色のRossoを発売開始。
- 2017年12月18日 - Android OS 8.0のアップデートを配信開始。「3Dクリエイター」機能などを追加。
- 2018年7月下旬頃 - 後継機種であるSO-04Kの発売に伴い販売が終了。
- 2019年2月5日 - Android OS 9のアップデートを配信開始。